# Ponte Giulio
Il ponte Giulio è un ponte del Friuli-Venezia Giulia che collega la località di Montereale Valcellina con quella di Maniago.

## Storia
Costruito nel 1875 dal Regio Esercito, serviva per attraversare il greto del torrente Cellina e collegare le sponde tra i comuni di Maniago e Montereale Valcellina.

## Struttura
È il classico ponte Bailey in ferro, presenta diversi piloni in muratura che ne sorreggono la struttura, è interamente asfaltato ed è utilizzato dal traffico veicolare ancora oggi sebbene poco più a monte negli anni 90 ne è stato costruito uno più moderno e funzionale.
Data la carreggiata molto stretta per tutta la lunghezza del ponte è presente il senso unico alternato.
Il ponte fa parte del percorso della Strada Regionale 251.

## Nei media
Il ponte è visibile nel film Come Dio comanda di Gabriele Salvatores.